# Hartmut Kahlert
Hartmut Kahlert (* 16. Mai 1940 in Iglau) ist ein österreichischer Physiker, emeritierter Universitätsprofessor und ehemaliger Rektor der TU-Graz.

## Leben
Nach dem Ende des Zweiten Weltkrieges musste die deutschsprachige Familie die Tschechoslowakei verlassen und zog nach Wien. Kahlert besuchte dort die Volksschule und das Schottengymnasium. Anschließend nahm er an der Universität Wien ein Studium der Physik und Mathematik auf, das er 1965 mit der Promotion zum Doktor der Philosophie abschloss.
Von 1966 bis 1979 war er Universitätsassistent an der Universität Wien, 1976 habilitierte er sich in Experimentalphysik.
1979 wurde er als ordentlicher Professor für Angewandte Physik an die Technische Universität Graz berufen, wo er Institutsvorstand des Institutes für Festkörperphysik wurde. Daneben bekleidete er von 1987 bis 1991 das Amt des Dekans der Technisch-Naturwissenschaftlichen Fakultät und wurde für die Periode 1991–1993 zum Rektor der Technischen Universität Graz gewählt. Nach den organisatorischen Änderungen des UOG 1993 hatte er ab 1996 die Position des Vizerektors für Forschungsangelegenheiten inne und war von 1998 bis 2000 wiederum als Rektor tätig.
Auch nach seiner Emeritierung 2008 hatte er noch zahlreiche Funktionen in wissenschaftlichen Institutionen inne, so in der Christian Doppler Forschungsgesellschaft und der österreichischen Victor-Franz-Hess-Gesellschaft.
Von 2008 bis 2018 gehörte er dem Universitätsrat der Universität für Bodenkultur Wien an.

## Wirken
Die Forschungsschwerpunkte von Hartmut Kahlert umfassen die Physik heißer Elektronen, die physikalischen Eigenschaften von "synthetischen Metallen", insbesondere leitender Polymere sowie organischer und anorganischer Halbleiter.
Jahrelang war er auch als Koordinator der TU-Graz für das ASEA-UNINET im Dienste der internationalen Wissenschaftskooperation im Einsatz.

## Ehrungen
- 2007: Großes Goldenes Ehrenzeichen für Verdienste um die Republik Österreich[5]
- 2010: Companion im Weißer Elefantenorden[6]